# Villa rustica

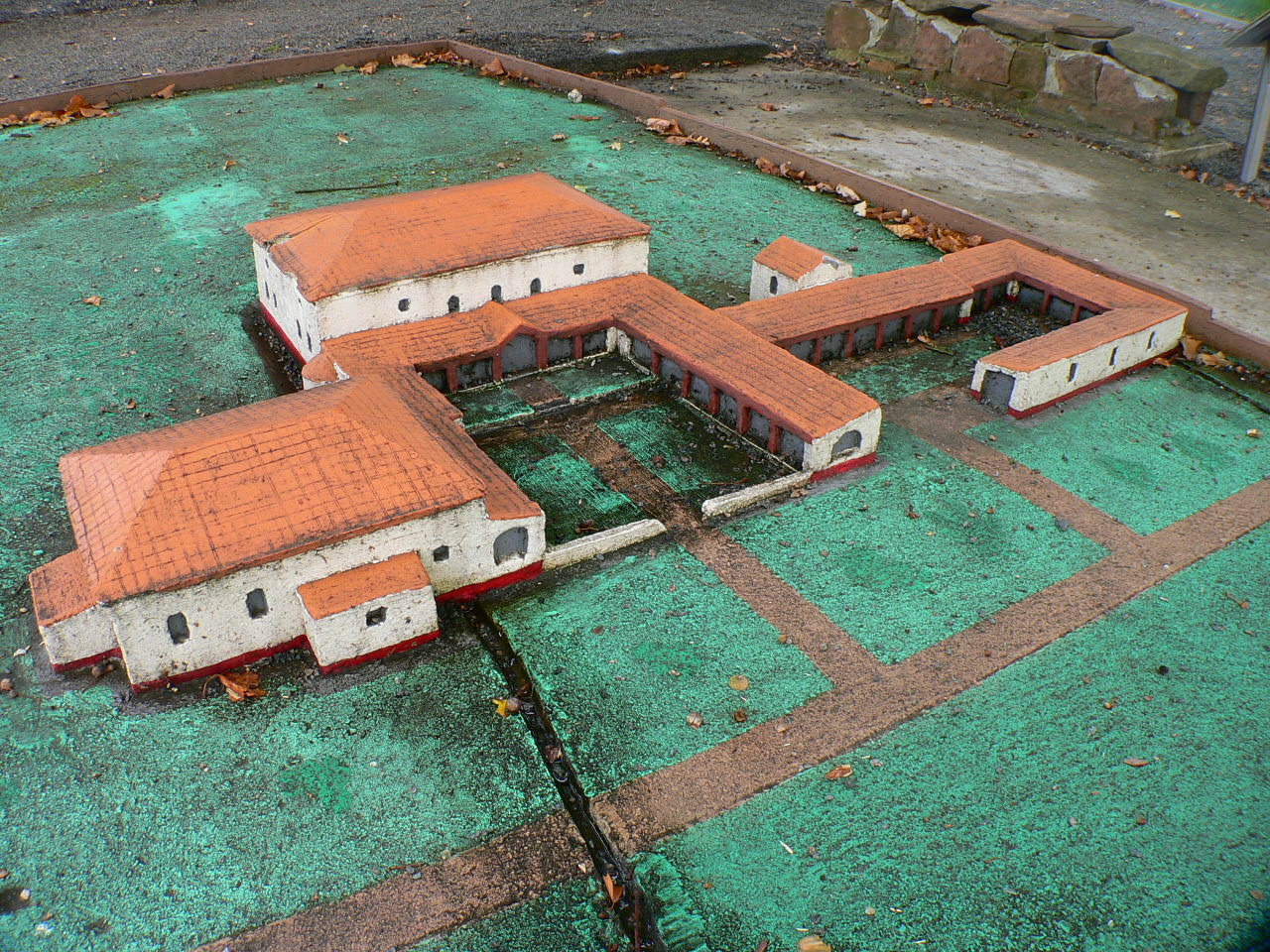
Modell des Herrenhauses der römischen Villa von Haselburg im Odenwald, Hessen

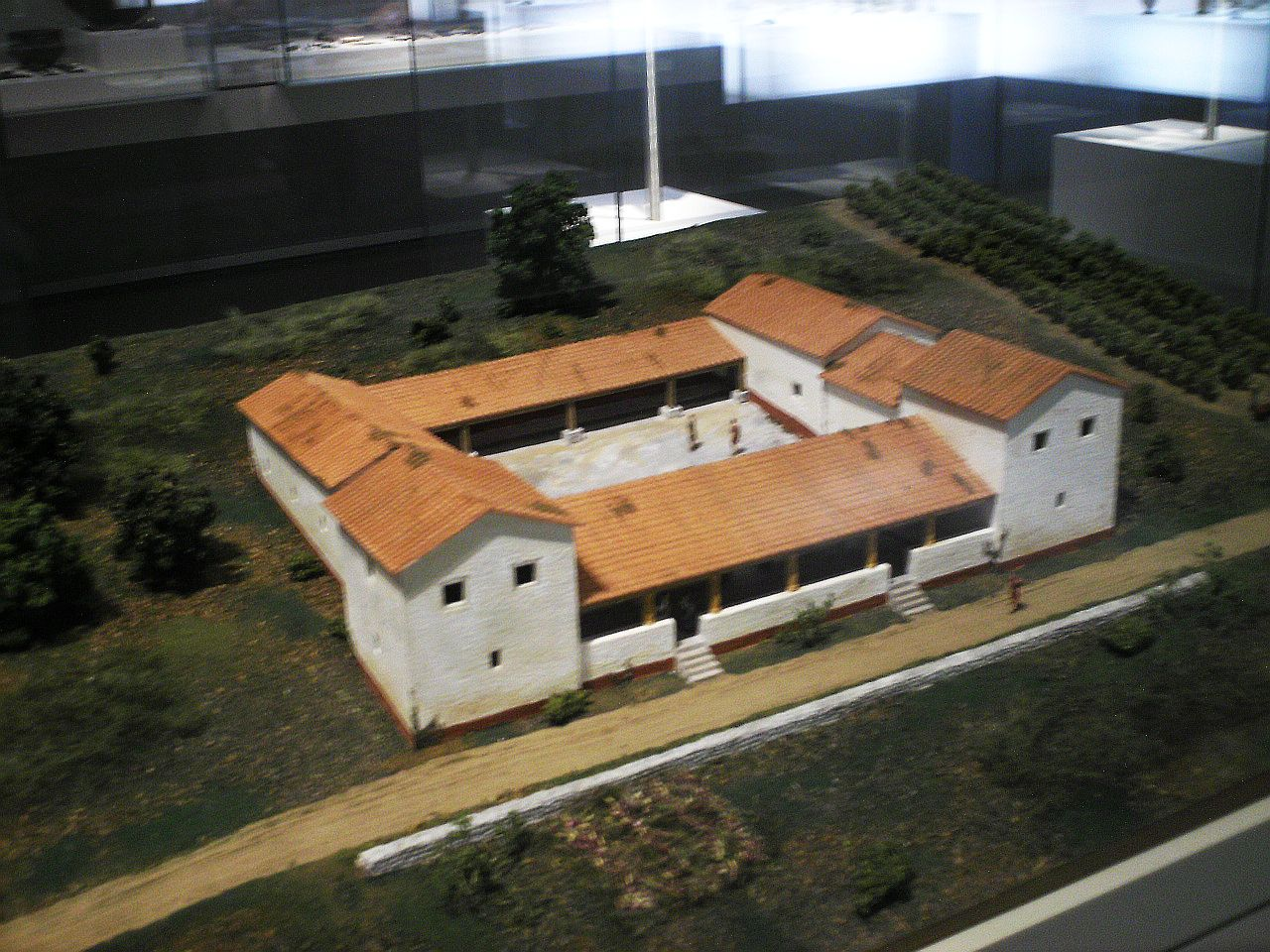
Modell der Villa Rustica von Weinbergshof/Treuchtlingen (Bayern), 1.–3. Jahrhundert n. Chr.

Als villa rustica (Plural villae rusticae) bezeichnet man ein Landhaus oder Landgut im Römischen Reich. Es war Mittelpunkt eines landwirtschaftlichen Betriebs und bestand neben dem Hauptgebäude aus Wirtschafts- und Nebengebäuden, die meist innerhalb eines ummauerten Hofes standen.

## Begriff
Der Begriff villa rustica ist bereits bei dem älteren Cato im 2. Jahrhundert v. Chr. belegt. Das Wort rusticus ist ein von rus („Land“, im Gegensatz zur Stadt) abgeleitetes Adjektiv und hat die Bedeutung „ländlich“, „bäuerlich“. Neben der Bezeichnung rus wurden auch die Wörter praedium („Gut“) und fundus („Bauernhof“) oft von den Römern bezüglich der Landwirtschaft benutzt. Die Römer unterschieden zwischen städtischen Wohngebäuden (meist domus, auch aedes) und ländlichen (villae). Auf ähnliche Weise wurde auch zwischen unbebautem Land in der Stadt (area) und auf dem Land (ager) unterschieden. Große Landgüter wurden auch als latifundium (von latus = „weit“) bezeichnet. Die villa urbana („Landhaus von städtischer Art“) verhält sich zur villa rustica etwa so wie ein Gutshaus zu einem Bauernhof.

## Geschichtliche Entwicklung
Die villae rusticae waren nicht von Anfang an die primäre Landwirtschaftsform der Römer. Bis Ende des dritten Jahrhunderts vor Christus waren vor allem Kleinbauernhöfe, welche auf eine Subsistenzwirtschaft setzten, für die Landwirtschaft zuständig. Erst mit den Gebietsgewinnen, welche die Römer nach dem Sieg über Hannibal verzeichneten, kam es langsam zu einer Wende in der Landwirtschaft. Das neue Land, welches die Römer gewannen, wurde in Parzellen unterschiedlicher Größe unterteilt und dann an Bauern oder für Koloniegründungen verpachtet. Wenn nun Privatleute das Recht für dieses Land übernahmen, konnten sie damit alles tun, was sie wollten, auch wenn eigentlich der Staat de facto noch Besitzer war. Das System mit Vererbungen und Übertragungen führte mit der Zeit dazu, dass immer mehr Land unrechtmäßig ganz in private Hände kam.
Rom gewann durch den Sieg über Karthago auch großes Ansehen im Mittelmeergebiet und begann so vermehrt Handelsbeziehungen mit anderen Mächten einzugehen. Dies führte auch zu einem Konkurrenzkampf zwischen einheimischen und importierten Produkten. Die reichen Hausherren begannen somit schon bald auf eine Exportwirtschaft zu setzen, mit dem Ziel möglichst viel Gewinn zu erzielen, anstatt einfach nur sich selbst und die Familie ernähren zu können.

## Aufbau und Einrichtung

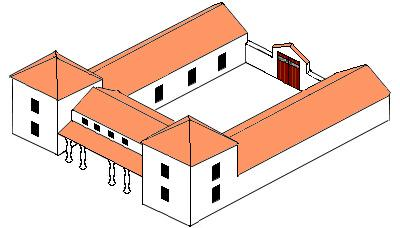
Isometrische Ansicht einer Portikusvilla mit Eckrisaliten

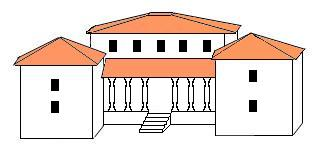
Frontalansicht einer Portikusvilla mit Eckrisaliten

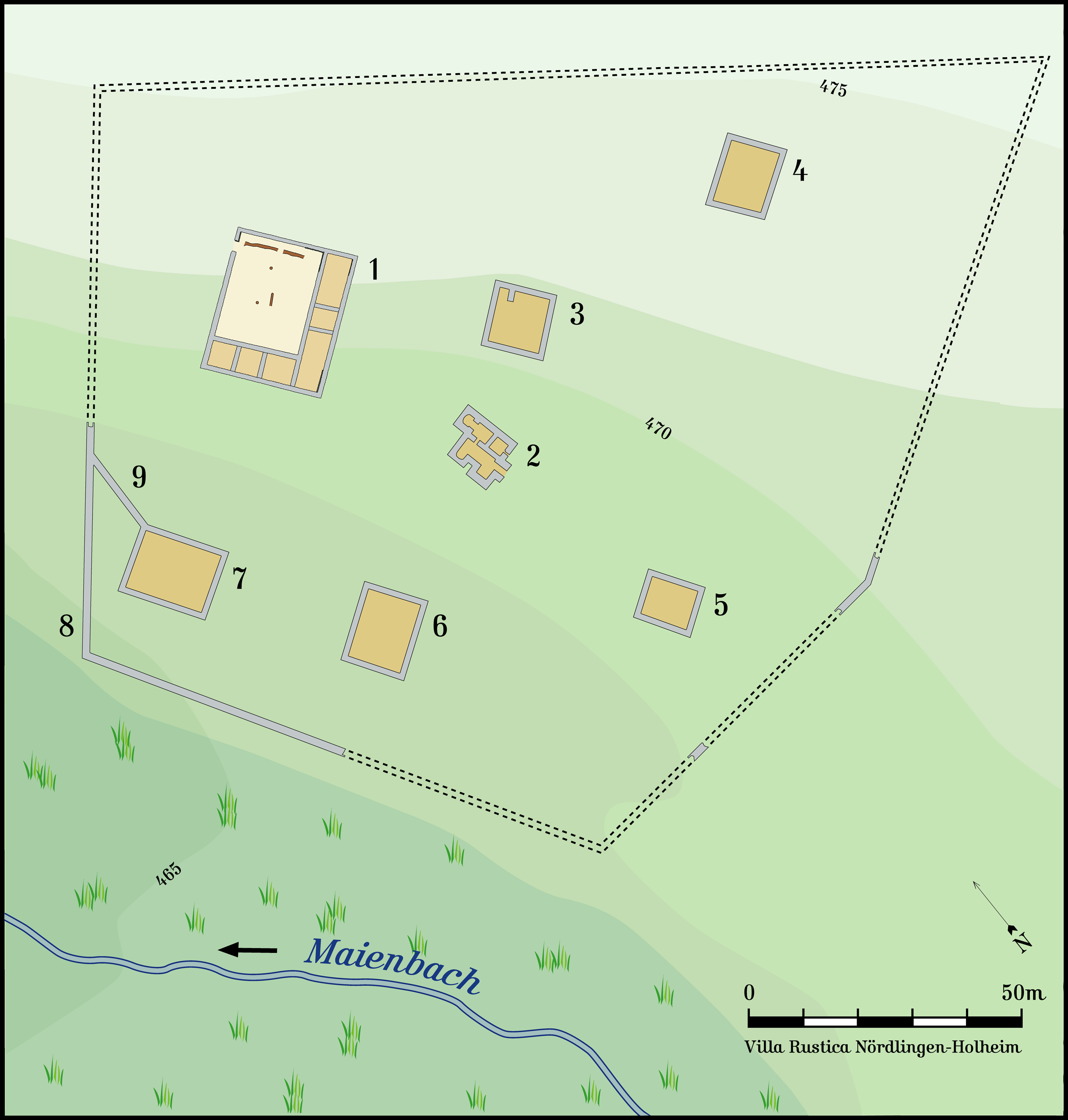
Gesamtansicht der Villa Rustica Nördlingen-Holheim. 1: Haupthaus; 2: heizbares Bad; 3–7: Wirtschaftsgebäude; 8: Hofmauer; 9: Verbindungsmauer

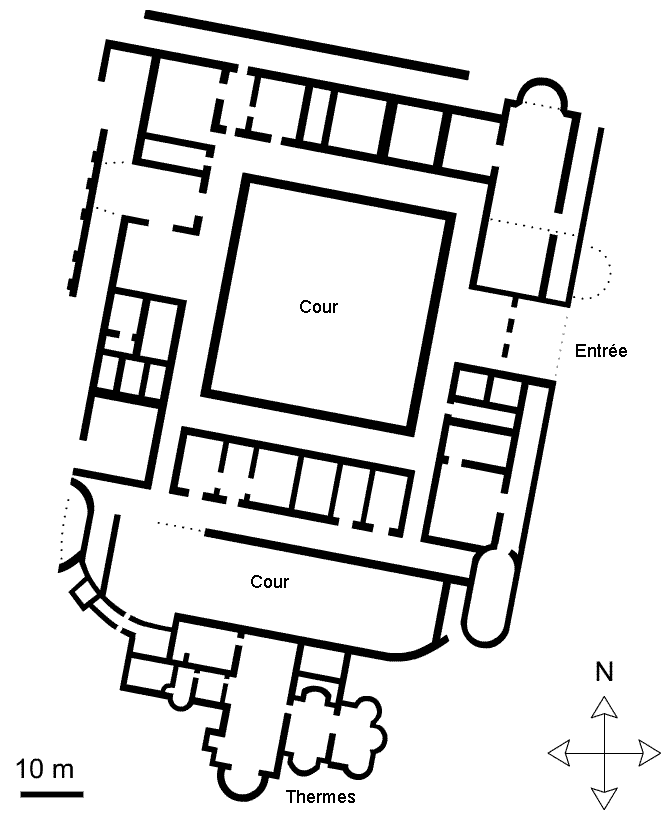
Grundriss der Villa bei Séviac (Gers, Frankreich)

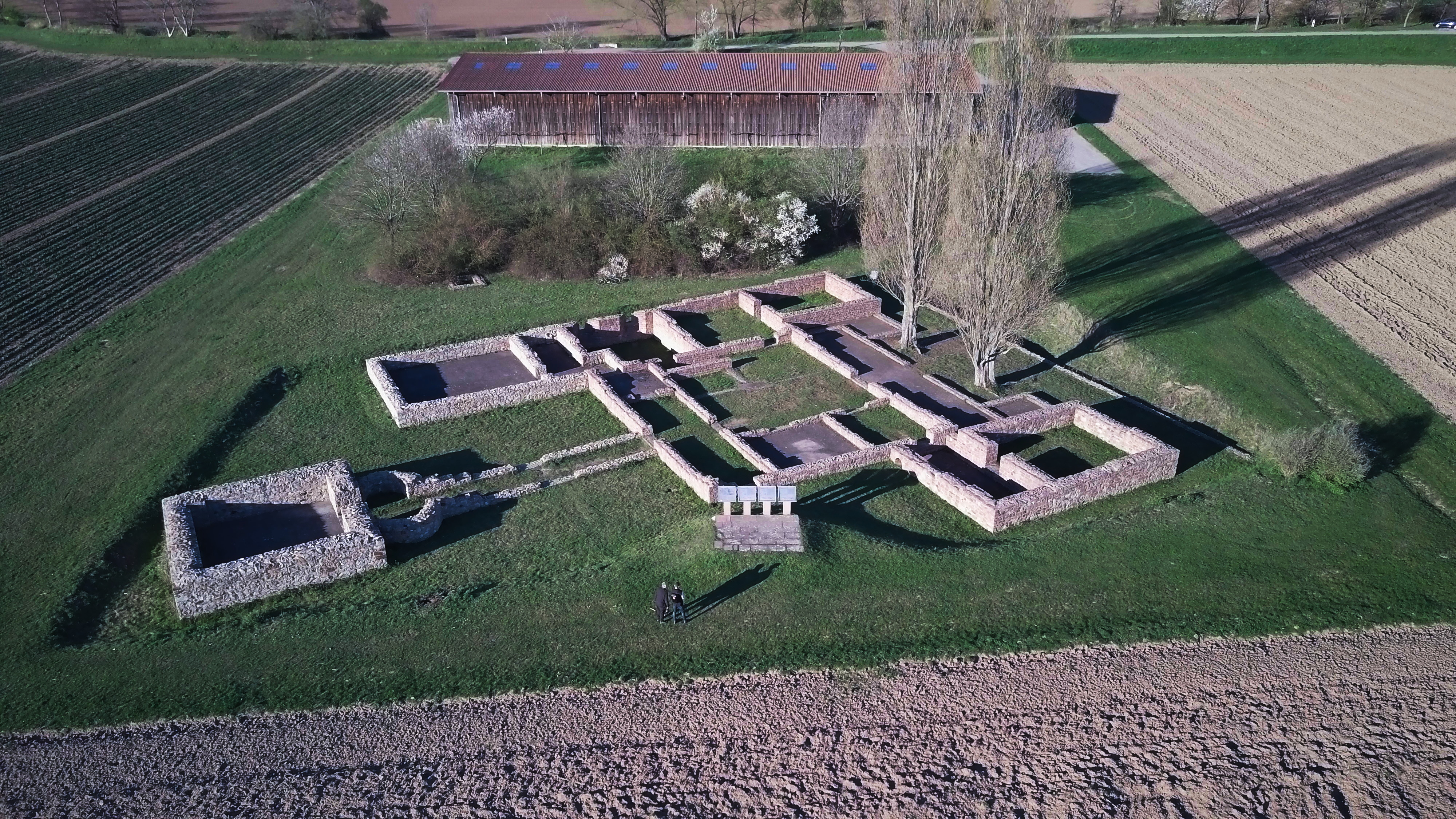
Luftaufnahme der Grundmauern einer römischen Villa Rustica in Hirschberg-Großsachsen

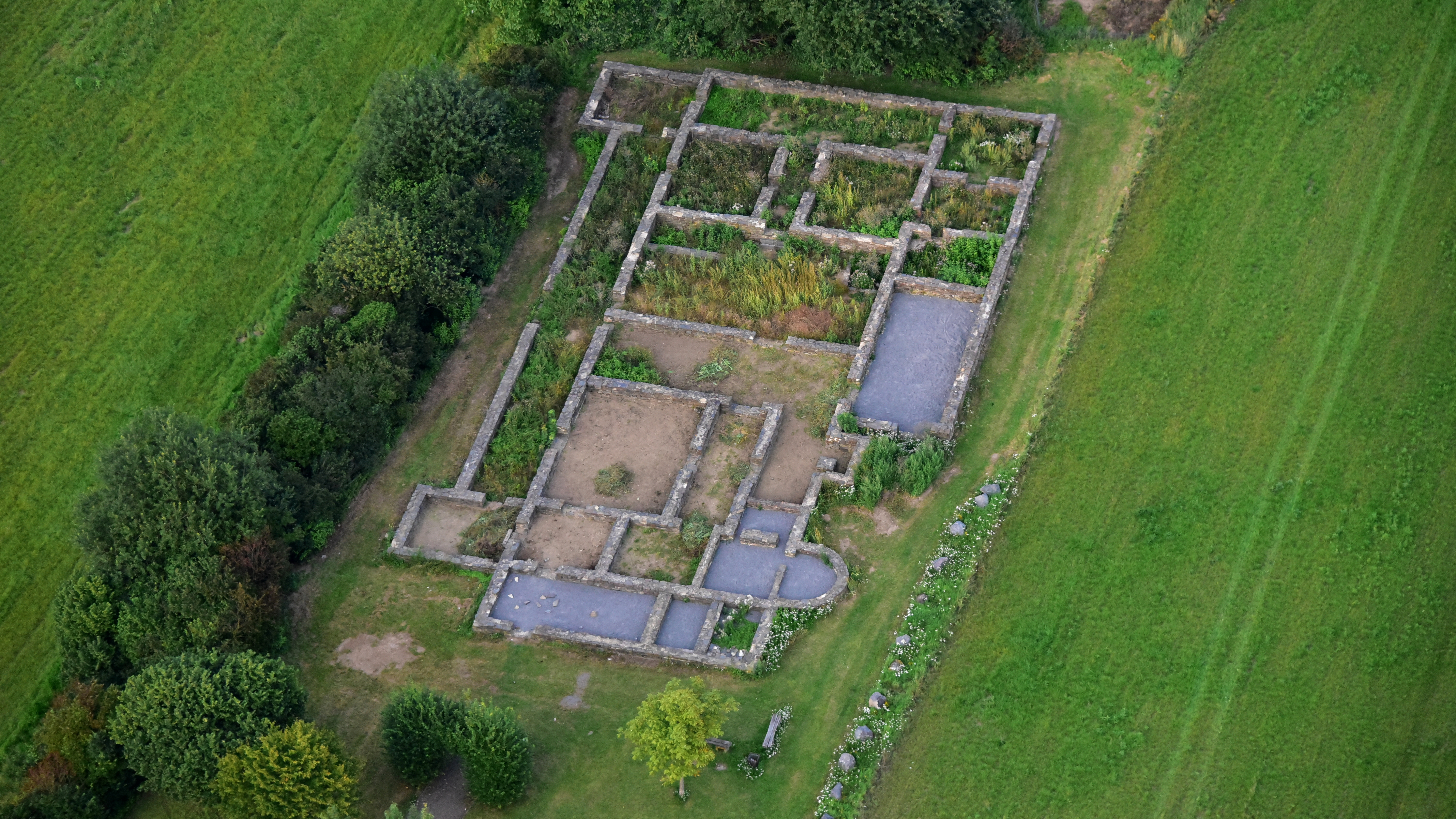
Mülheim-Kärlich, Römische Villa, Luftaufnahme (2017)

In Italien umfasste das Hauptgebäude einer villa rustica meistens einen geräumigen Innenhof, um den sich die Wirtschaftsräume (pars rustica) gruppierten, der oft zweistöckige Wohntrakt (pars urbana) befand sich in der Regel an der nördlichen Hofseite. Es gab jedoch nie ein festes Bauschema für die Villen, das allgemein befolgt worden wäre. In den gallischen und germanischen Provinzen, wo sich die Mehrzahl der heute bekannten villae rusticae befand, war der Bautyp ein völlig anderer. Das Haupthaus war bei größeren Anlagen oft als Porticusvilla ausgeführt: Die Front gliederte sich in die Eckrisaliten und den dazwischenliegenden Portikus (eine nach vorne offene Säulenhalle). Die Wohn- und Arbeitsräume des Hausherrn und seiner Familie grenzten direkt an die Portikus. Oft ist auch ein zentraler größerer Raum zu beobachten, entlang dem mehrere Raumfluchten angeordnet waren. Die Frage, ob es sich dabei um eine überdachte Halle oder einen unüberdachten Innenhof handelt, ist weitgehend ungeklärt und möglicherweise nicht allgemeingültig zu beantworten. Anlagen vom Portikus- oder Risalittyp sind ein dominanter Bautyp, der sich sehr häufig bei mittelgroßen Anlagen bis zu den großen palastartigen Hauptgebäuden wie der Villa Otrang bei Fließem finden.
Größere Villen verfügten in der Regel über beheizbare Baderäume oder Badehäuser, oft waren auch ein Teil der Räume mittels Fußbodenheizung (Hypokaustum) zu beheizen. Sie wiesen in der Regel einen Keller (cella) auf, der entweder als Vorratskeller oder als Hausheiligtum für die Laren und andere Schutzgötter diente. Mitunter fand sich auf dem Gelände auch ein kleiner Tempel.
Die luxuriösen Wohnverhältnisse waren aber nur einer geringen Oberschicht zugänglich. Einige kleinere Höfe, besonders im rechtsrheinischen Gebiet, besaßen keine solche Ausstattung – hier war das Hauptgebäude oft nur ein einfaches Bruchsteingebäude. In vielen Regionen bilden solche Gehöfte sogar die Mehrzahl der ländlichen Siedlungen. Als Hintergrund wird schon seit längerer Zeit das sogenannte Patronatssystem vermutet, das in ländlichen Regionen sehr verbreitet war und bis zur Spätantike stark zunimmt. Dafür würde das relative Fehlen von Hinweisen auf Sklaven in römischen Villen der Nordwestprovinzen und eher häufige Indizien für Kolonen im Fundmaterial sprechen.
Das Gelände einer villa rustica konnte mit Hecken, Mauern und Gräben umfriedet sein. Dies gilt vor allem für Wehrgehöfte in den Randgebieten des Reiches. Diese Schutzanlagen konnten aus einfachen Hecken bestehen, bei reicheren villae rusticae aber auch aus Mauern mit Türmen und Bastionen und vermutlich zugehörigen Truppen, welche die villa rustica beschützen konnten. In vielen Fällen lässt sich jedoch keine Hofumwehrung ausmachen. Eine Umfriedung schloss das Wohngebäude nebst Wirtschaftsgebäude ein. Innerhalb eines solchen Areals finden sich im archäologischen Befund neben Wohnhäusern und Stallungen weiterhin Brunnen, Druschplätze, Garten- und Teichanlagen. Bestattungsplätze lagen üblicherweise außerhalb, meist an einer Zufahrtsstraße. Die fruchtbaren Lössebenen des Rheinlandes und der Wetterau wurden mit einem wabenartigen System aus villae rusticae überspannt, wobei der Abstand der Hofanlagen etwa zwei bis drei Kilometer beträgt. Vereinzelt wurde daraus geschlossen, dass eine Landvermessung (centuriatio) vorgenommen wurde. Eindeutige Belege dafür fehlen aber bislang.
Villae Rusticae kann man aufgrund der Gliederung des Geländes in zwei unterschiedliche Arten unterteilen: in Axialanlagen und Streuhofanlagen. Maßgebend bei dieser Unterteilung ist der Grad der Trennung zwischen pars rustica und pars urbana. Bei Streuhofanlagen sind die verschiedenen Gebäude oft wahllos über das Areal verteilt. Es ist kein wirkliches Gliederungskonzept zu erkennen und oft auch keine klare Abgrenzung zwischen pars rustica und pars urbana. Bei Axialanlagen ist die Abgrenzung bedeutend klarer. Die pars urbana ist oft mit einer kleinen Mauer oder zumindest einer deutlichen Grenze von der pars rustica abgegrenzt. Außerdem zieht sich meist eine Straße durch die pars rustica, wodurch sich eine gewisse Axialität erkennen lässt.

## Bewirtschaftung
Der Hausherr (dominus) der villa rustica war oft ein aus dem Militärdienst ausgeschiedener Veteran, der innerhalb der provinzialen Infrastruktur Versorgungsaufgaben für die nahe gelegenen Städte und Garnisonen übernahm. Wegen der hohen Transportkosten befanden sich die meisten Villen in der Nähe der Verbraucher, was die große Zahl von villae rusticae in jenen Grenzprovinzen, in denen die römischen Truppen hauptsächlich stationiert waren, erklärt. Wenn eine Villa im Durchschnitt 50 Personen umfasste, konnte diese bestenfalls für 20 weitere Städter oder Soldaten Nahrung produzieren, denn diese Betriebe erzielten meist nur einen geringen Überschuss. Nach dieser Berechnung müssten rund um eine Stadt wie Carnuntum mit 40.000 Bewohnern etwa 2000 Villen für deren Versorgung existiert haben, selbst wenn die Bauern hier durch zusätzliche Nahrungsbeschaffung aus Handel und Fischerei etwas entlastet wurden. Der Raum, den diese 100.000 Bauern benötigten, sowie die logistischen Hürden für Transport und Lagerung waren jedenfalls enorm. Bis zu 50 km weit lieferten die Villen ihre Waren in die Städte, vorzugsweise auf dem günstigen Wasserweg über die Flüsse.
Die Bewirtschaftung der Güter erfolgte direkt über den Hausherrn oder mit Hilfe eines Verwalters, meist ein dem Hausherrn vertrauter Sklave. Dieser entschied je nach Jahreszeit und anfallender Tätigkeit, was die Landarbeiter, das heißt zumeist Sklaven (servi), aber auch Freigelassene (liberti) oder Freie, zu verrichten hatten. Die meisten Hausherren blieben ihren ländlichen Anwesen meist fern und ließen sich wenn, dann nur bei wichtigeren Anlässen auf dem Anwesen blicken. Bei größeren Anwesen war es auch nicht unüblich, dass das Areal wieder in mehrere Parzellen unterteilt und dann an freie Bauern verpachtet wurde. Diese unterstanden dann dem Verwalter des Anwesens, welcher vom Haupthaus aus seine eigene Parzelle bewirtschaftete und gleichzeitig die Abgaben der Pächter überprüfte.
Angebaute Produkte unterschieden sich je nach wirtschaftlicher Ausrichtung der villa rustica, dem Ort und der Bodenbeschaffenheit. So konnte man in den Provinzen, beispielsweise in Germania superior, nicht die gleichen Produkte anbauen wie auf der Apenninhalbinsel. Unterschiedliche Wetter- und Umweltbedingungen führten zu unterschiedlichen Wirtschaftsformen. In den germanischen Provinzen waren beispielsweise Braunerde- und Feuchtböden für eine Übertragung mediterraner Wirtschaftsformen nicht geeignet. Auch in den Gebieten, in denen der Boden einen besseren Anbau von Produkten ermöglichte, musste man auf andere Produkte setzen, wenn die Winter bedeutend strenger als im römischen Italien waren. Ölbäume beispielsweise konnten den Winter nördlich der Alpen überhaupt nicht überstehen und bei Getreide setzten die villae rusticae der germanischen Provinzen statt auf Weizen eher auf Gerste, Dinkel oder Roggen.
Schon damals mussten die Erzeugnisse den Markterfordernissen angepasst werden. Die Agrarproduzenten des antiken Apennin standen im Wettbewerb mit denen der römischen Provinzen. Hispania Tarraconensis (Spanien) und Gallia (Gallien) waren bekannt für den Export von Wein und Öl; zudem war in Gallien die Schafhaltung weit verbreitet und die damit verbundenen Produkte wie Textilien, Käse und Pökelfleisch; Aegyptus (Ägypten) und andere afrikanische Provinzen für Getreide.

## Sonderformvilla urbana
Daneben besaßen Senatoren und andere hohe politische Amtsträger riesige Landgüter mit entsprechend großen Landhäusern, die oft luxuriös ausgestattet waren und dem Sommeraufenthalt dienten. Eine Villa dieser Art wird, in Abgrenzung zur rein wirtschaftlichen villa rustica, als villa urbana bezeichnet, das heißt als ein mit städtischem Komfort ausgestattetes Landhaus. Im rechtsrheinischen Gebiet wurde bisher mit der Villa Urbana im baden-württembergischen Heitersheim nur eine einzige dieser Villen gefunden.

## Weiternutzung durch Germanen
Ab der zweiten Hälfte des 3. Jahrhunderts kam es zu einem stetigen Bevölkerungsrückgang in den germanischen Provinzen (Germania inferior) und (Germania superior), mit ausgelöst durch die zunehmenden Überfälle rechtsrheinischer germanischer Stämme (vor allem Alamannen und Franken) auf das römische Territorium. Viele Villen wurden in dieser Zeit verlassen. Eine Weiternutzung durch sich neu ansiedelnde Germanen ist archäologisch nur schwer nachzuweisen, da Funde aus dieser Zeit sich in den meisten Fällen nicht sicher ethnisch zuweisen lassen. Außerdem übernahmen die in Grenznähe siedelnden Germanen oft die römische Lebensweise, so dass es hier kaum Anhaltspunkte für eine Zuordnung gibt. In Südwestdeutschland gelang es nur in einem Fall (Villa rustica von Wurmlingen), die sekundäre Verwendung römischer Bausubstanz durch die Germanen sicher archäologisch nachzuweisen. Auch im 4. und 5. Jahrhundert gab es weiterhin noch villae rusticae, aber in deutlich geringerer Zahl als früher.

## Einzelne Anlagen
Die villa rustica bildete in den westlichen Provinzen des Römischen Reiches die dominante ländliche Siedlungsform. Dörfer (vici) waren deutlich seltener als heute und weniger landwirtschaftlich geprägt. Alleine im heutigen Deutschland sind durch archäologische Untersuchungen mehrere tausend Anlagen bekannt. Die Größe variiert von einfachen Subsistenzbetrieben bis hin zu großen Gutshöfen oder sogar „Palastvillen“, wie sie im Umland des römischen Trier (Villa von Welschbillig, Kaiservilla von Konz, Trier-Pfalzel) geläufig sind.
Die Erhaltungsbedingungen sind je nach örtlichen Gegebenheiten sehr unterschiedlich. Der größte Teil dieser Anlagen wurde durch Luftbildarchäologie, bei Baumaßnahmen zufällig freigelegte Befunde oder Oberflächenfunde entdeckt. Ältere Ausgrabungen zielten meist auf eine Freilegung des markanten Hauptgebäudes, während neuere Untersuchungen meistens die Hoffläche einbeziehen, um Aussagen zur wirtschaftlichen Tätigkeit des Hofes zu ermöglichen. Erhaltene Gebäudeteile sind vergleichsweise selten und wie die ausgegrabenen Anlagen oft als Museum, Freilichtmuseum oder archäologischer Park erschlossen. Die in der reichhaltigen Fachliteratur erwähnten Anlagen werden in einer separaten Liste geführt.